# Pierre Nicolas de Fontenay
Pour les articles homonymes, voir Fontenay.
Ne doit pas être confondu avec Pierre de Fontenay ou Pierre-Claude Fontenay.
Pierre Nicolas de Fontenay, né le 27 septembre 1743 à Rouen et mort à Paris le 11 février 1806, est un négociant et homme politique français sous la Révolution et le Premier Empire.

## Biographie
Fils de Nicolas Eustache de Fontenay et de Marie Marthe Grandin, Pierre Nicolas de Fontenay est le frère d'Alexandre de Fontenay, négociant de Rouen et représentant à la Chambre des Cent-Jours. Il avait épousé Élisabeth Marguerite Thérèse Hurard, puis Marie Élisabeth Ribard (sœur du maire Vincent Prosper Ribard). Il est le père de Jacques de Fontenay, représentant à l'Assemblée législative de 1849, et le beau-père du négociant-banquier Jacques Catherine Lézurier.
Son père est négociant-armateur et c'est sur ses pas qu'il commença sa carrière, avec son frère. Après avoir rempli des fonctions honorables d'administrateur des hôpitaux, d'échevin de Rouen, de syndic de la chambre de commerce, de membre de la commission intermédiaire de l'assemblée provinciale de la Haute-Normandie. 

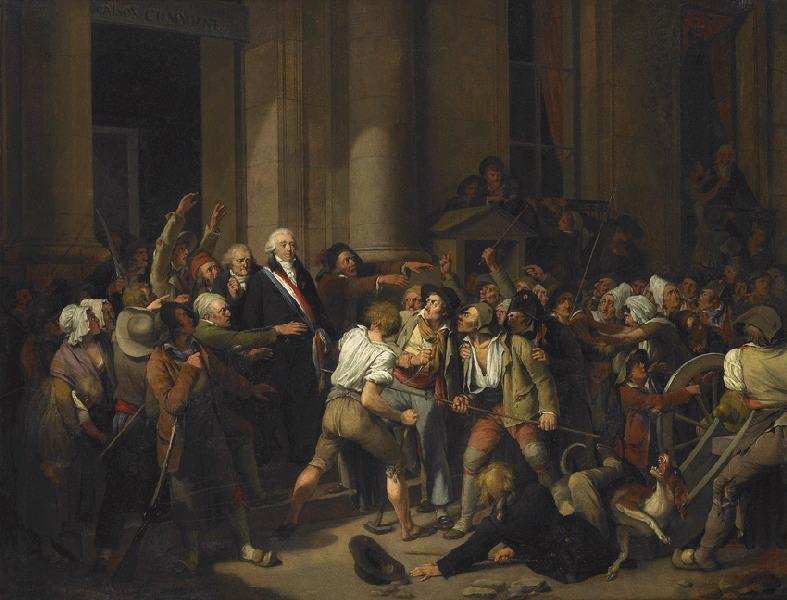
Une scène de la vie publique de Pierre Nicolas de Fontenay, maire de Rouen en 1792 ou Trait de courage de M. de Fontenay maire de Rouen (Louis-Léopold Boilly).

Le 21 avril 1789, il est élu député du tiers état aux états généraux de 1789 par la ville de Rouen. Il occupe une place dans le comité de commerce de l'assemblée constituante. Maire de la ville de Rouen une première fois de novembre 1791 à novembre 1792, il prend ensuite à la fin de 1792 la présidence de l'administration du département de Seine-Inférieure. Il redevient maire de Rouen en octobre 1793, à la suite de l'arrestation de Charles Rondeaux de Montbray. Il est emprisonné à son tour en novembre 1793 comme suspect de modérantisme.
Libéré, il redevient maire de Rouen le 30 mai 1800 et le reste jusqu'au 2 mai 1804. Il demeure rue des Charrettes. En l'an IX, il est nommé membre du Conseil général des manufactures et du commerce. Il salue le coup d'État du 18 Brumaire. Il devient membre de la Légion d'honneur le 28 vendémiaire an XII et le 25 prairial de la même année est promu commandeur.
Il est élu sénateur le 28 pluviôse an XII (18 février 1804) et vient y prendre place le 14 ventôse suivant (5 mars 1804).
Il meurt à Paris le 11 février 1806.

## Distinctions
- Commandeur de la Légion d'honneur (1804)

## Sources
- « Pierre Nicolas de Fontenay », dans Adolphe Robert et Gaston Cougny, Dictionnaire des parlementaires français, Edgar Bourloton, 1889-1891 [détail de l’édition]
- Anne Mézin, « Un Rouennais aux états généraux de 1789 : Pierre Nicolas de Fontenay », in: Bernadette Cabouret (dir.), La communication littéraire et ses outils : écrits publics, écrits privés, Éditions du Comité des travaux historiques et scientifiques, 2018
- Extraits de son éloge funèbre au Sénat conservateur, par François de Neufchâteau